# いなべ市図書館
いなべ市図書館（いなべしとしょかん）は、三重県いなべ市にある公立図書館。北勢図書館、員弁図書館、大安図書館、藤原図書館の4館で構成される。特に大安図書館は鉄道駅に併設されたユニークな図書館で、鉄道コーナーを開設して鉄道関係の資料収集に努めている。
いなべ市図書館を構成する4つの図書館はいずれも小規模で狭く、図書館機能を1か所に集約した中央図書館の設置が検討されたが、2018年（平成30年）現在、計画は凍結されている。

## 歴史
いなべ市は2003年（平成15年）12月1日に員弁郡北勢町、員弁町、大安町、藤原町が合併して発足し、各町が開設していた図書館を引き継いでいなべ市図書館が開館した。いずれの図書館も狭小で、閲覧室がなくバリアフリー化されていないという課題があり、2010年代よりいなべ市教育委員会では統合に向けた検討に入っていた。2010年（平成22年）度時点の蔵書数はいなべ市図書館全体で167,565冊、年間貸出冊数は234,453冊で、利用登録している市民1人当たりに換算すると年間約18冊となっていた。2014年（平成26年）2月、ケーブルテレビ局のシー・ティー・ワイといなべ市が災害時支援協定を締結し、災害時に員弁図書館以外の3図書館にあるシー・ティー・ワイのアクセスポイント「CTY Wi-Fi」を無料開放する協定が成立した。

### 中央図書館設置計画（凍結）
2010年代よりいなべ市教育委員会では市内に点在する4つの図書館の統合に向けた検討に入った。そして2014年（平成26年）3月10日、合併特例債を活用して北勢町阿下喜にいなべ市役所新庁舎を建設する方針が示され、新市役所竣工後に空き庁舎となる、いなべ市北勢庁舎を中央図書館として整備することが公表された。同方針では隣接する北勢市民会館と中央図書館を核として、いなべ市の芸術文化拠点、生涯学習環境の充実を図るとしている。更に2014年（平成26年）7月には、中日新聞が中央図書館計画を報じた。北勢庁舎は内部が円形状で図書館への転用に都合が良いが、図書の重量に耐えられるか否か調査する必要がある、との教育委員会生涯学習課の担当者談を紹介した。また中央図書館の開設に伴い、北勢図書館は廃止し、員弁図書館はいなべ市立員弁東小学校の学校図書館との併設に変更、大安図書館は規模縮小の上で存続、藤原図書館は絵本・児童書重視の子供向け図書館に転用することが検討されていた。（員弁図書館の移転は2014年（平成26年）に実現。）2013年（平成25年）に公表された中央図書館整備計画では、2016年（平成28年）度に整備基本構想を策定、2017年（平成29年）度以降に設計に入る予定となっていた。しかし、いなべ市当局は計画の凍結を決定、2018年（平成30年）6月のいなべ市議会定例会の場で、4館の統合は行わないこと、いなべ市役所新庁舎の「シビックコア」に夜間や休日にも開放する自習室を設けること、員弁図書館を員弁庁舎へ移転することが発表された。

## キャラクター
いなべ市図書館には「いなピョン」という名前のウサギをモチーフにしたキャラクターがいる。いなピョンは、いなべ市の情報誌『Link』の図書館通信の記事中や図書館の館内、カレンダーなどにさまざまな姿・装いで登場する。
2005年（平成17年）に初登場した際には「本から出て来たウサギっぽい謎の生き物」という設定で、怠け者でひょうきんな性格として描かれ、1匹のみであった。また名前は特に付けられておらず、図書館利用者からの名前の問い合わせが多かったために2011年（平成23年）に名前を公募して「いなピョン」に決まった。次第にウサギらしい姿に変化し、図書館で働く姿が描かれるなどしっかりとした性格になり、家族で登場するようになった。

## 利用案内
いなべ市図書館の蔵書であれば、4館のいずれでも返却可能。
- 開館時間：9時から17時まで（大安図書館は9時30分から17時30分まで）
- 休館日：月曜日（祝日の場合も休館）、火曜日（祝日の場合も休館）、臨時休館（蔵書点検）、年末年始
  - 員弁図書館は上記に加えて土曜日、日曜日、祝日、員弁東小学校の休校日
- 貸出制限：居住地による制限は特にない[10][24][19][25]。利用者カードはいなべ市図書館で共通。
- 貸出可能冊数：10冊
- 貸出可能期間：15日間
- 予約、リクエスト、レファレンスサービス、団体貸出可能。
- 有料コピー可能（員弁図書館を除く）。

## 北勢図書館
いなべ市北勢図書館（いなべしほくせいとしょかん）は、いなべ市北勢町阿下喜3083番地1のいなべ市北勢市民会館1階にある。市内4館のうち唯一常勤職員がおり、蔵書数・貸出冊数とも4館中最高で、他館で開催する図書館行事の問い合わせ窓口になるなど、事実上4館の中核図書館として機能している。
北勢市民会館の周辺に、万葉の里公園と呼ばれる『万葉集』に登場する植物150種のうち140種を植栽した公園があることにちなみ、万葉集に関する資料を集めた「万葉コーナー」を設置する。
北勢図書館では2014年（平成26年）現在、よみきかせ推進の会「つばめ」、朗読ボランティア「なよの音」、たんぽぽ おはなし会の3団体が読み聞かせを行っている。

### 北勢図書館の歴史
1990年（平成2年）6月に北勢町民会館が新築開館した際に、北勢町図書館として開館した。北勢町民会館は、さくらホールを中心とした施設で、図書館・視聴覚室、料理教室なども設置している。1994年（平成6年）度の1日平均貸出冊数は175冊、貸出人数は68人で、蔵書数は32,500冊であった。小規模な図書館ながらAV資料の充実に努め、同年度時点で音楽や洋画を中心にビデオ100本、レーザーディスク500本を所有し、AVコーナーは若年層を中心に年間4千人が利用した。
2014年（平成26年）、国道421号で結ばれる桑名市・いなべ市・滋賀県東近江市の3市の間で交流を深めようと北勢図書館・長島輪中図書館・東近江市立永源寺図書館の3館の共催で「交流展」を開催し、北勢図書館では桑名市在住の小説家・黒田研二の手書き原稿や小学生時代の作品の展示会や3市の観光ポスター展示、パンフレット設置を行った。2018年（平成30年）11月には、Instagramに「#いなべ探し」を付して投稿されたいなべ市内の写真約100点を展示する催しを開催した。

### 北勢図書館のアクセス
最寄駅は三岐鉄道北勢線阿下喜駅で、同駅から徒歩約10 - 17分である。駐車場は350台分ある。

## 員弁図書館
いなべ市員弁図書館（いなべしいなべとしょかん）は、いなべ市員弁町笠田新田111のいなべ市役所員弁庁舎にある。

### 員弁図書館の歴史
2000年（平成12年）に員弁コミュニティプラザの一角に開設された。図書館はこぢんまりとしており、アットホームな雰囲気であった。小規模ながら、読み聞かせを月に2回開いていた。2011年（平成23年）、いなべ市と東近江市を結ぶ石榑トンネルの開通を契機として、国道421号で結ばれる桑名市・いなべ市・東近江市の間で交流を深めようと3市の観光PR展を長島輪中図書館・東近江市立永源寺図書館と共催した。
2014年（平成26年）3月31日に一旦休館し、蔵書を員弁東小学校に移動した。移転先の員弁東小学校は2013年（平成25年）1月31日に改築工事が完了した新しい施設である。一時休館は9月30日まで続き、10月に員弁東小学校内で業務を再開した。図書館の員弁東小への移転理由は当初、「公共施設統廃合に関する答申」及び「第2期集中改革プラン」に基づくものとされたが、2018年（平成30年）6月議会で日沖靖市長は「子ども活動支援センターの拡張が必要だったため」と答弁し、同年9月議会で「2つの理由が相まって」と訂正された。休み時間には児童の利用もあった。蔵書数・貸出冊数は市内4館の中で最も少ない。蔵書自体は員弁東小学校と員弁図書館で区別されており、一般利用者は員弁東小学校の所蔵資料を閲覧できるが、借りることはできない。また他の市内3館より休館日が多く、コピーが利用できないなど制約が多い。小学校への併設という立地特性を生かして、小学生から10代までの子供向け図書の収集に重点を置いている。
2021年（令和3年）5月7日、いなべ市役所員弁庁舎に移設されて開館した。

### 員弁図書館のアクセス
最寄駅は三岐鉄道北勢線楚原駅。

## 大安図書館
いなべ市大安図書館（いなべしだいあんとしょかん）は、いなべ市大安町大井田1305番地にある。三岐鉄道三岐線大安駅の駅舎と合築になっている。登録利用者数は市内4館の中で最も多く、蔵書数・貸出冊数は北勢図書館に次ぐ。
鉄道駅と併設されていることから、通勤・通学途上に立ち寄る利用者が多い。特に電車待ちの中高生の姿が目立ち、受験勉強に訪れる生徒も多い。電車の行き交う様子が窓から見え、子供に喜ばれている。また鉄道関係資料を集めた「鉄道コーナー」を開設している。大安駅は図書館を併設する珍しい駅として中部の駅百選に選定されている。
大安図書館では2014年（平成26年）現在、大安町おはなしの会「くまのこ」が毎週土曜日に読み聞かせを行っている。

### 鉄道コーナー
1997年（平成9年）4月に図書館へコンピュータを導入するにあたり、何か特徴あるコーナーを作りたいと考えた結果、駅と併設という立地特性を生かして鉄道コーナーが設置された。一般に入手可能な鉄道関係の書籍や雑誌のみならず、子供向けの鉄道絵本や入手困難な鉄道会社の社史、鉄道を題材としたビデオ・DVDを保有する。社史は三岐鉄道の協力を得て収集し、1999年（平成11年）時点で31社分を集めていた。同年時点の所蔵資料は300冊であったが、2009年（平成21年）にはビデオも含め1,500点まで増加した。
鉄道コーナーの利用者は男子児童・生徒がほとんどであるが、三重県外からの利用者や、休日に1日中社史を読みふける利用者もいる。

### 大安図書館の歴史

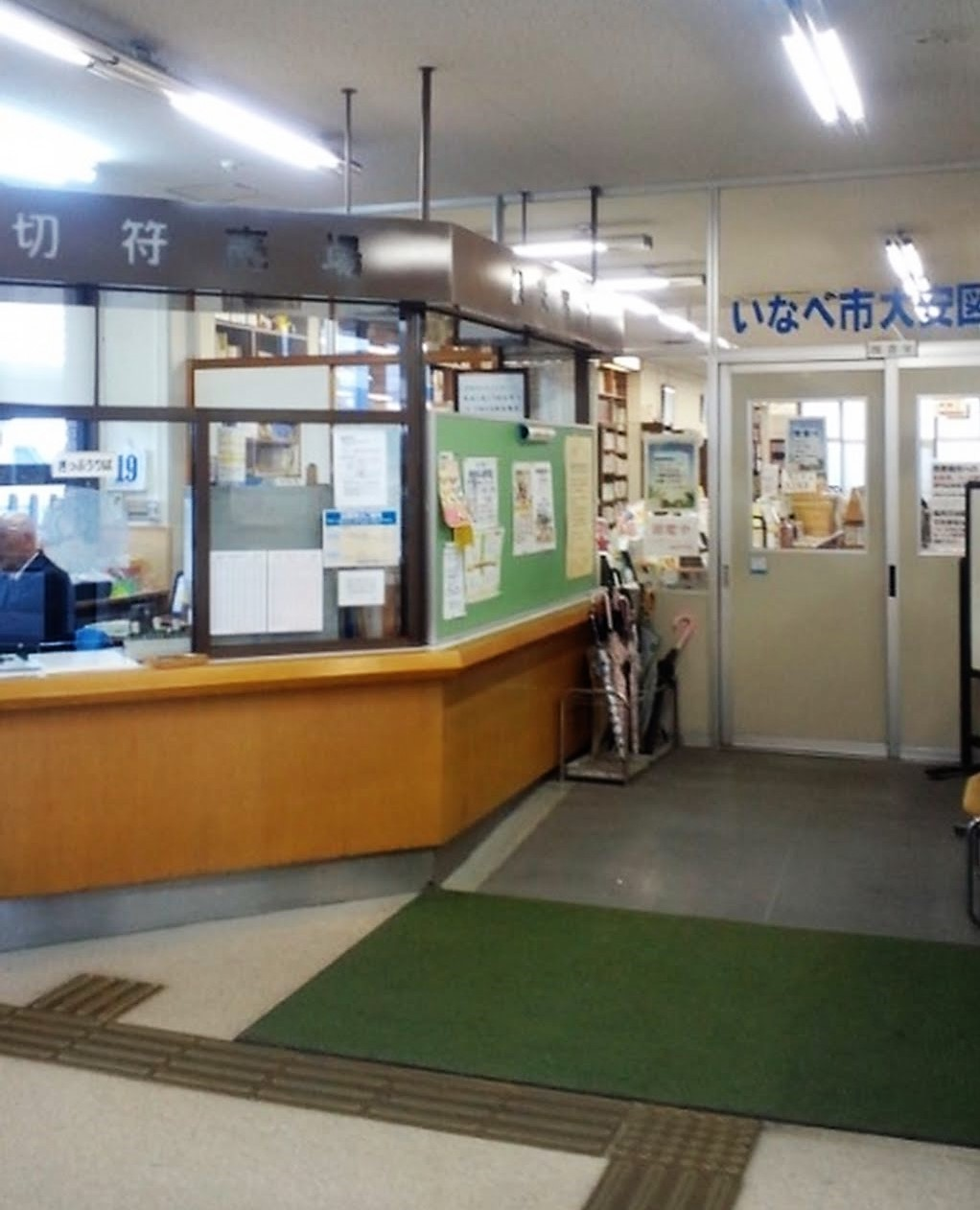
切符売場に隣接する図書館入口

いなべ市大安地域では、丹生川久下の持光寺住職が1913年（大正2年）4月1日に大正図書館を設立して住民に開放したほか、石加村が公民館内に500冊所蔵の図書室を運営し、大安町発足後は大安町文化会館の一角に図書室を設け、図書館業務を担っていた。
三岐鉄道大井田駅が老朽化に伴って建て替えが検討された際に、地域住民から駐輪場の設置要望が出ていたことを受けて、当時の大安町は駅を移設、大安駅に改称するとともに、駅舎に図書館を併設することを決定し、1986年（昭和61年）3月25日に大安駅と同時に大安町中央図書館として開館した。大安町中央図書館は当時の員弁郡内で最初に開設された公立図書館であった。駅舎併設の図書館という珍しさから、開館時には注目を浴びた。ローカル線の駅では、1980年代から1990年代にかけて駅舎の改築の際に他の施設を併設することが流行しており、大安駅・大安町中央図書館もその系譜に位置付けられる。図書館・図書室を併設する駅としては、大堀駅（陸羽東線、1984年）、佐久間駅（飯田線、1989年）、女満別駅（石北本線、1990年）などがある。大安町中央図書館はステンドグラスを入れるなど凝ったデザインであった。
1994年（平成6年）度の蔵書数は2万4千冊と少なかったが、開館時間は8時30分から19時（貸し出しは17時で終了）、休館日は祝日と年末年始のみで、2016年（平成28年）現在よりも利便性は高かった。1996年（平成8年）6月26日から7月9日まで、翌年度からコンピュータを導入する下準備として目録カードと蔵書を突き合わせる作業のため臨時休館した。1997年（平成9年）4月に図書館へコンピュータを導入、同時に鉄道コーナーが設置された。
2000年（平成12年）頃よりボランティア団体「旬の会」が発足し、図書の返却やラベル貼付などの図書館業務の補助を開始した。2016年（平成28年）3月25日に大安駅・大安図書館が開業30周年を迎え、3月27日に「おはなし電車」と題して大安駅と保々駅を往復する特別列車内で絵本の読み聞かせを行う記念イベントを開催した。

### 大安図書館のアクセス
三岐鉄道三岐線大安駅内にある。駅前に駐車場がある。

## 藤原図書館
いなべ市藤原図書館（いなべしふじわらとしょかん）は、いなべ市藤原町市場493番地1のいなべ市藤原文化センター2階にある。延床面積と登録利用者数は市内4館中最小で、蔵書数・貸出冊数は3番目である。なお中央図書館の設置計画では、藤原図書館は子供向けの図書に特化した図書館として存続する予定とされ、2016年（平成28年）時点で蔵書の9割が絵本や紙芝居になっている。
藤原文化センターは図書館のほか調理教室、保健教室、ホール、美術教室などを設置し、2012年（平成24年）には藤原岳自然科学館がセンター内に移転した。このため、ふるさとの森コーナーを設置して登山ガイドや自然科学、自然に関わる人々の暮らしに関する資料を扱っている。
藤原図書館では2014年（平成26年）現在、よみきかせ「たんぽぽの会」が第1・3土曜日に、藤原おはなし会「こだま」が第2・4土曜日に読み聞かせを行っている。

### 藤原図書館の歴史
1989年（平成元年）4月1日に、藤原町民文化センター図書館として開館する。員弁郡では同月に東員町立図書館も開館している。2002年（平成14年）、住民有志が藤原町坂本に伝わる民話『さるのおんがえし』を紙芝居に仕立て、図書館に寄贈した。この紙芝居は同年5月から一般貸出され、多く貸し出されることとなった。
2015年（平成27年）11月に開催した図書館まつりでは、いなべ市在住の彫刻家・はしもとみおの制作した木彫りの動物100点を展示し、これに合わせて動物の登場する紙芝居の読み聞かせや童謡の演奏会などを行った。翌2016年（平成28年）11月23日の図書館まつりでは、ASOBIDEAによる「パズる広場」とあかね書房による「トリックアート工作教室」を開催した。

### 藤原図書館のアクセス
最寄駅は三岐鉄道三岐線西藤原駅で、同駅から徒歩約17分である。図書館は丘の上にある。駐車場は350台分ある。